# 벽산그룹
벽산그룹은 1971년 4월에 설립한 (주)벽산이 중심이 되어 성장한 기업 집단이다. 대한민국에서는 한국증권거래소에 처음으로 주식상장된 기업이다.

## 연혁
- 1958년 11월: 한국스레트 설립
- 1970년 4월: 대전공장 준공 (아스칼, 스레트, 밤라이트)
- 1972년 1월: 한국증권거래소 주식상장 (1호)
- 1975년 6월: 제일스레트공업㈜ 흡수 합병 (한국스레트로 상호동일)
- 1977년 4월: 진해공장 준공 (석고보드)
- 1981년 2월: 정남공장 준공 (아이소핑크)
- 1983년 2월: 주식회사 벽산으로 상호변경
- 1984년 4월: 부산 내장재 공장 준공 (아스텍스, 스레트, 베이스)
- 1985년 12월: 여천공장 준공 (석고보드)
- 1986년 7월: 동양유리섬유㈜ 흡수 합병
- 1990년 12월: 영동공장 준공 (미네랄울)
- 1994년 12월: 페인트사업부를 벽산화학㈜로 분리 발족
- 1996년 12월: 중국 심양에 (심양벽산신형건재 유한공사) 설립-석고보드 생산판매, 익산공장 완공 (스레트, 아스칼, 아스텍스, 밤라이트)
- 1997년 10월: 중국 파이프 공장 가동
- 1998년 3월: 경영 전보 팀 신설
- 1998년 5월: 사내 기업가 제도 도입
- 1998년 8월: 워크아웃 신청
- 1998년 11월: 채권은행단과 MOU 체결
- 2000년 3월: 건축자재 관련 인터넷 사업 추진
- 2000년 4월: 워크아웃 졸업 신청
- 2000년 5월: 스틸하우스 자재물류센터 1호점 대전 오픈
- 2000년 11월: 공식 홈페이지 개장, 스틸하우스 자재 물류 센터 2호점 광주 오픈
- 2002년 10월: 워크아웃 졸업
- 2003년 6월: 현 위치(광희빌딩)로 본사이전
- 2004년 2월: 공간시스템연구소 (RISA) 웹사이트 구축
- 2005년 1월: 벽산 익산 공장 그라스울(유리섬유) 준공
- 2007년 8월: 신광페인트공업㈜ 인수
- 2008년 6월: ㈜하츠 인수
- 2009년 7월: 벽산페인트㈜, 신광페인트공업㈜ 합병
- 2013년 5월: ㈜효성 건자재사업부(외단열 사업) 영업양수
- 2014년 4월 16일: 벽산건설㈜ 파산 선고 (이후 2016년에는 벽산 블루밍 상표권을 벽산엔지니어링㈜에 양도)

## 파산 선고
주력 계열사였던 벽산건설은 2012년 기업회생절차(법정관리)에 들어가 최대주주가 오너일가에서 채권단으로 변경(그룹에서 분리)됐으며, 2014년 4월 16일 법원(서울중앙지법 파산6부)로부터 파산을 선고받았다. 2014년 현재 그룹에는 벽산, 벽산페인트, 하츠(주방후드제작업체)만이 남아 있다.

## 계열사
- 벽산페인트
- 하츠

## 이전 계열사
- 강원도시가스 (구 춘천도시가스) SK(구 선경그룹)에 매각.
- 벽산ALC
- 전북에너지서비스 (구 익산도시가스) - SK(구 선경그룹)에 매각.
- 전남도시가스 (구 동부해양가스) - SK(구 선경그룹)에 매각.
- 한국보랄석고보드 (구 벽산 여수공장) - 라파즈에 매각.
- 벽산건설 - 2014년 파산.
- 동양물산
- 벽산엔지니어링 (구 정우엔지니어링) - 김인득 창업주의 셋째아들인[4] 김희근 몫으로 99년 계열분리됨.
- 벽산개발 (구 정우개발) - 2000년 벽산건설에 합병됨.
- 인희 (구 동양영화) - 건자재 유통업체로 2019년 법원 회생인가 결정 후 계열제외됨.
- 인희산업 (구 동양흥행) - 94년  동양영화에 합병됨.
- 제일스레트공업(구 광천석면) - 75년 한국스레트공업(벽산)에 합병됨.
- 대륙선면 - 73년 한국스레트공업에 합병됨.
- 한서광업 - 74년 한국스레트공업에 합병됨.
- 벽산산업개발 (구 벽산금속) -98년 인희에 합병됨.
- 한국건업엔지니어링 - 85년 인희산업에 합병됨.
- 벽산화성 (구 대한아이소플라스트) - 85년 벽산에 합병됨.
- 벽산니또보 - 일본 닛토방적과의 합작사로 2002년 벽산에 합병됨.
- 동양유리섬유 - 86년 벽산에 합병됨.
- 벽산화학 - 99년 벽산특수화학에 합병됨.
- 신광페인트공업 - 2009년 벽산페인트에 합병됨.
- 극동필트론 - 담배필터 및 전자업체로 79년 동양물산기업에 합병됨.
- 한창전기공업 - 일본 대창전기와의 합작사로 91년 대한아이소풀라스트에 합병됨.
- 한국몰티선 - 독일 몰티선과의 합작사로 91년 대한아이소풀라스트에 합병됨.
- 단성사 - 62년 이남규 전 남한기업공사 사장에게 매각됐다가[5]  2008년 아산엠그룹에 매각돼 '아산엠단성사'가 되어[6]  주얼리타운 리모델링을 하려다가 공사가 지연된 사이 건물이 예금보험공사에 넘어갔고 2016년 법인( (주) 단성사)이 폐업됨.
- 반도극장 - 62년 경영권 매각 후[7]  '피카디리극장'으로 변경됐다가 2016년 '피카디리픽쳐스'가 됐으나 다음 해 폐업됨.
- 창신산업 - 농기계 생산업체로 97년 동양물산기업에 합병됨.
- 한국이기 - 전북 군산의 양식기 제조업체로 68년 동양물산기업에 합병됨.
- 한국경금속 - 서울 영등포 소재 경금속업체로 68년 동양물산기업에 합병됨.
- 벽산쇼핑 - 99년 안양점을 이랜드에 넘겼고 기존 법인은 계열분리 후 청산법인 (주) 산성이 됐다가 2009년 폐업됨.
- 한국유니백 - 미국 스페리랜드와의 합작사로 71년 스페리랜드코리아에 인력 및 고객지원업무 등을 양도함.
- 벽산정보산업 (구  인희산업 소프트웨어사업부) - 97년 벽산엔지니어링에 합병됐다가 99년 계열분리 후 벽산정보통신으로 재분사됐으나 2013년 폐업됨.
- 정우정보산업 (구 우리전산) - 90년 벽산정보산업에 합병됨.
- 한국케이블TV전남동부방송 - 99년 계열분리 후[8]  2001년 오리온그룹에 매각됐으나 2009년 CJ그룹에 매각된 후 2011년 CJ헬로비전아라방송이 됐다가 2015년에 CJ헬로비전으로 합병됨.
- 벽산에너지 - 99년 SK그룹에 매각된 후 익산에너지가 됐다가 2005년 SK E&S에 합병됨.
- 보배도시가스 - 옛 보배그룹 계열사로[9] 99년 SK그룹에 매각된 후 익산도시가스가 됐다가 2005년 SK E&S에 합병됨.
- 벽산상호신용금고 (구 유신상호신용금고) - 99년 MCI코리아에 매각되어 열린상호신용금고가 됐으나 2000년 '진승현 게이트' 여파로[10]  퇴출됨.
- 한벽창업투자 (현 한빛인베스트먼트) - 96년 지분매각 후 계열분리됨.
- 펭귄 (구 대한종합식품) - 74년 벽산그룹에 인수됐으며 88년 상호변경됐고 91년 진로그룹에 매각된 후 다음해 진로음료와 합병하여[11]  (신) 진로종합식품이 됐으며 99년 최희열 대표에 의해 설립된 신규법인 펭귄종합식품으로 넘어갔다가[12]  2008년 모 중소기업을 거쳐 2013년 펭귄F&B로 넘어갔고[13]  2017년에는 남일종합식품산업사에 브랜드가 매각됐다.